# Moora (Western Australia)
Moora ist ein Dorf im australischen Bundesstaat Western Australia mit rund 1.600 Einwohnern. Die Ortschaft liegt 177 Kilometer nördlich von Perth in der Wheatbelt Region.
Moora ist das umfangreichste Weizenanbaugebiet zwischen Geraldton und Perth. 1999 wurde die Stadt aufgrund starker Regengüsse zweimal überschwemmt. 

## Veranstaltungen
Die Moora Agricultural Show findet jedes Jahr im September statt und bietet unter anderem Reit- und Feuershows sowie eine Modeschau.
Den Monat darauf findet der Moora Cup Race Day statt.

## Persönlichkeiten
- Clayton Fredericks (* 1967 in Moora) australischer Vielseitigkeitsreiter